# Биочки црвеноухи гвенон
Биочки црвеноухи гвенон (лат. Cercopithecus erythrotis erythrotis) је подврста црвеноухог гвенона, врсте примата (Primates) из породице мајмуна Старог света (Cercopithecidae). 

## Распрострањење
Подврста је присутна само на острву Биоко у Екваторијалној Гвинеји.

## Угроженост
Ова подврста се сматра рањивом у погледу угрожености од изумирања.